# Сызган (село)
Сызган (каз. Сызған) — село в Сузакском районе Туркестанской области Казахстана. Административный центр Сызганского сельского округа. Код КАТО — 515649100.

## Население
В 1999 году население села составляло 1535 человек (776 мужчин и 759 женщин). По данным переписи 2009 года, в селе проживало 697 человек (360 мужчин и 337 женщин).

## Известные жители и уроженцы
- Алибаев, Бургазы (1891—?) — Герой Социалистического Труда.
- Даутбаев, Жубай (1893—?) — Герой Социалистического Труда.
- Кожамжаров, Бапыш (1860—1928) — известный кюйши, песни входят в «Антологию казахских кюйев» (1970)[3].